# Ортачезус
Ортачѐзус (на италиански и на сардински: Ortacesus) е село и община в Южна Италия, провинция Южна Сардиния, автономен регион и остров Сардиния. Разположено е на 161 m надморска височина. Населението на общината е 933 души (към 2010 г.).